# 速度種別
速度種別（そくどしゅべつ）とは、通信回線や鉄道車両などの速度をクラス化した分類。

## 通信
通信分野では、提供する通信サービスの通信回線の速度に応じた種類をいう。デジタル回線の速度を段階的に規格化することデジタル・ハイアラーキという。クロック周波数が完全に一致していない回線を多重化回線とする場合の速度種別をPDH（Plesiochronous Digital Hierarchy）という。初期のデジタル回線の速度種別は日本、北米、ヨーロッパで異なっていたが、ITU-T勧告G.702により規格化された。
デジタルネットワークの発達とともにSDH（Synchronous Digital Hierarchy）が一般的になった。

## 鉄道
鉄道分野では、鉄道事業者のダイヤグラム作成において、運行される鉄道車両の速度の基準を表すための記号である。
速度種別を表すのに用いる速度は、直線で上り勾配10パーミルにおける均衡速度（速度制限等を考慮しない場合に出しうる最高速度）を用いている。同じ種類の車両でも編成が異なると速度種別は変わり得る。また、均衡速度が同一の場合でも、動力車の性能や軸受等の走行抵抗、ブレーキ能力が異なると運転曲線（列車単位での加速、減速や起動勾配を踏まえた、列車の性能を現すグラフ）が異なるので、同一の均衡速度でも複数の速度種別が生じることがある。
実際に列車に適用される速度種別は、予備車や運転整理、乗車人員や貨物の積載量等が変動することを踏まえ、列車1本1本ごとに作成するわけではなく、概ね列車の種別ごとにダイヤを引きやすくするために使われる。列車種別が変わると速度種別も変わる。
また、列車の牽引定数やMT比などによっても変わるが、同じ線区で同じ列車種別であれば、特段の理由（例えば車両運用上の制約など）がない限り、速度種別は極力共通化される。
新型車両の導入時、車両運用上従来車両と同一の速度種別とされることが多い。場合によっては置換え完了後も速度種別を変更せず運用している路線もある。速度種別は線区別に設定されるので、普段入線しない車両の速度種別は用意されていない。臨時列車として走行する場合、従来の速度種別に準じて設定されるため、特急車両等でも低い速度種別が当てられることが多い。

### 構成
速度種別は以下のように構成されている。
（例1）特急「あずさ」（E353系12両編成）の場合→特通電A45
（例2）高速貨物B（EF65形1,000トン牽引）の場合→通貨95E5
- 「特」：特急列車の場合のみ（貨物列車を含む）に付けられる。それ以外には何も付かない。
- 「通」：通過駅が存在する列車。全駅に停車する場合は「停」になる（各駅停車以外の列車種別は「通」、各駅停車は「停」）。
- 「電」：電車による列車であることを示す。気動車列車の場合は「気」、客車列車の場合は「客」、貨物列車の場合は「貨」となる。
- 貨物列車の場合、列車種別上の最高速度を示す。
  - 「110または100」：高速貨物A
  - 「95」：高速貨物B
  - 「85」：高速貨物C
  - 「75」：専用貨物A
  - 「65」：専用貨物B
- 「A45」：アルファベットは以下の通りの速度を示し、これに数字の部分を足したものが上り勾配10パーミルにおける均衡速度である。「A45」なら145km/hとなる。
  - 「U」：300km/h（新幹線車両のみ）
  - 「S」：200km/h（主に新幹線車両）
  - 「A」：100km/h（特急､通勤､近郊車に多い）[3]
  - 「B」：90km/h（通勤､近郊車に多い）[3]
  - 「C」：80km/h [3]
  - 「D」：70km/h [3]
  - 「E」：60km/h [3]
  - 「F」：50km/h [3]
  - 「G」：40km/h [3]
  - 「H」：30km/h [3]
  - 「J」：20km/h [3]
  - 「K」：10km/h [3]
  - 以下アルファベット一つにつき速度が10km/h減るが、表記上「I」(アルファベットの「アイ」）は数字の「1」（イチ）と紛らわしいため使われず、Kは10km/h代に使われる。また、起動抵抗等を考慮した場合、10km/h以下では実際には走行が困難であるので、実用されるのは「K0」（10km/h）までである。
  - 上り勾配10パーミルにおける均衡速度が同一であっても、加速・減速性能が異なる運転曲線を使用する場合、数字の後に小文字のアルファベット(a,b…)を付して区別する。
  - この他、性能試験や走行試験などの各種試運転を理由として常用しない運転曲線を用いてダイヤを作成する場合、「特定」という速度種別の表記が用いられる。

### 例
- 新幹線500系電車：U49（349 km/h）[4]
- JR貨物EF510形電気機関車：（1,300トン牽引）通貨110D0（70 km/h）[5]